# Triaenodes florida
Triaenodes florida är en nattsländeart som beskrevs av Ross 1941. Triaenodes florida ingår i släktet Triaenodes och familjen långhornssländor. Inga underarter finns listade i Catalogue of Life.